# Burbidgea stenantha
Burbidgea stenantha là một loài thực vật có hoa trong họ Gừng. Loài này được Henry Nicholas Ridley mô tả khoa học đầu tiên năm 1937.

## Phân bố
Loài này có ở Kuching, Sarawak, Malaysia, trên đảo Borneo. Tìm thấy ở cao độ 910-1.220 m (3.000-4.000 ft).